# Turtle Creek (Pensilvania)
Turtle Creek es un borough ubicado en el condado de Allegheny en el estado estadounidense de Pensilvania. En el año 2000 tenía una población de 6.076 habitantes y una densidad poblacional de 2,395.8 personas por km².

## Geografía
Turtle Creek se encuentra ubicado en las coordenadas 40°24′29″N 79°49′18″O / 40.40806, -79.82167.

## Demografía
Según la Oficina del Censo en 2000 los ingresos medios por hogar en la localidad eran de $30,057 y los ingresos medios por familia eran $43,975. Los hombres tenían unos ingresos medios de $28,859 frente a los $23,581 para las mujeres. La renta per cápita para la localidad era de $17,552. Alrededor del 11.3% de la población estaba por debajo del umbral de pobreza.